# Nikolai Zaitsev
Nikolai Zaitsev – estoński bokser, mistrz Estonii w roku 2002, 2003, 2006, 2008, 2009, 2010
oraz wicemistrz z roku 2004, półfinalista turnieju Tammer w Tampere z roku 2002, reprezentant Estonii na Mistrzostwach Europy 2004 w Puli.
We wrześniu 2001 rywalizował na Mistrzostwach Europy Juniorów 2001 w Sarajewie, rywalizując w kategorii muszej. Odpadł w 1/8 finału przegrywając przed czasem z Grekiem Theodorosem Kodozidisem.
W lutym 2004 rywalizował na Mistrzostwach Europy 2004 w Puli. Doszedł tam do 1/8 finału kategorii koguciej, przegrywając w 1/8 z Bułgarem Detelinem Dałakliewem.